# Anochetus splendidulus
Anochetus splendidulus is een mierensoort uit de onderfamilie van de Ponerinae. De wetenschappelijke naam van de soort is voor het eerst geldig gepubliceerd in 1940 door Yasumatsu.